# Saint-Maurice-la-Clouère
Saint-Maurice-la-Clouère là một xã, tọa lạc ở tỉnh Vienne trong vùng Nouvelle-Aquitaine, Pháp. Xã này có diện tích 39,6 kilômét vuông, dân số năm 2006 là 1110 người. Xã nằm ở khu vực có độ cao trung bình 130 m trên mực nước biển.

## Biến động dân số
| Năm | 1962 | 1968 | 1975 | 1982 | 1990 | 1999  | 2006  |
| --- | ---- | ---- | ---- | ---- | ---- | ----- | ----- |
| Dân số | 907  | 910  | 852  | 825  | 952  | 1 058 | 1 110 |
| From the year 1962 on: No double counting—residents of multiple communes (e.g. students and military personnel) are counted only once. |      |      |      |      |      |       |       |